# 군포 산본동 조선백자 요지
군포 산본동 조선백자 요지(軍浦 山本洞 朝鮮白磁 窯址)는 대한민국 경기도 군포시 산본동에 있는 가마이다. 1991년 1월 9일 대한민국의 사적 제342호로 지정되었다.
수리산 남동쪽 해발 91∼98m의 구릉에 자리한 이 가마터는 조선시대 자기를 굽던 곳으로, 비교적 가파른 암반 위에 있다. 가마 이외에 주변관련 유구는 확인할 수 없다. 가마는 7칸으로 아궁이 쪽이 좁고, 굴뚝부분이 넓은 조선 백자 가마의 일반구조를 보이지만, 아궁이 구조가 특이하다.
주로 대접과 접시종류가 많이 나왔고 항아리편이나 합으로 된 여러 종류의 자기가 발견 되었다. 특히 청화백자 조각이 많이 있었고, 대접에 복(福), 제(祭)의 여러 글자들이 씌어 있다. 이는 이 가마터가 일상 생활용기만 만든 것이 아니라, 특수용도의 그릇도 만들었음을 알려주는 것이다. 경기도 광주에 있는 나라에서 관리하던 가마터(관요)인 금사리 가마터에서도 이러한 자기류와 가마구조를 보이고 있어, 같은 시기(18세기 전반)에 제작되었음을 알려주며, 관요와 일반가마터의 관계 상황을 보여주고 있다.
산본동 가마터는 심한 파괴에도 불구하고 가마 제작방법과 관요와 일반가마터의 관계를 보여주는 조선후기 중요한 유적이다. 또한 일반가마터에서도 특수용도의 그릇을 만들었음을 알 수 있다. 끝이다
더추가해주어라

## 참고 자료
- 군포 산본동 조선백자 요지 - 국가유산청 국가유산포털